# Georgi Nikolow Deltschew

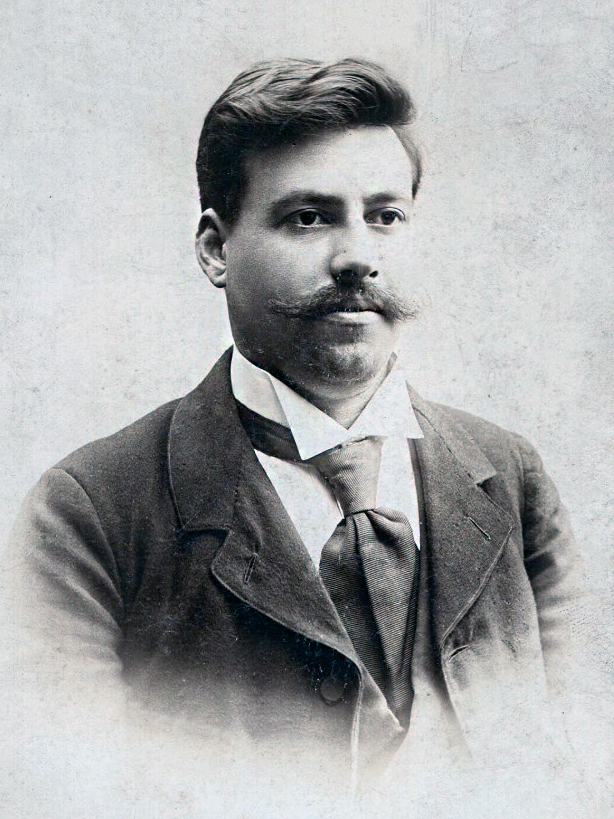
„Ich verstehe die Welt ausschließlich als ein Feld des kulturellen Wettbewerbs zwischen den Völkern.“ – Goze Deltschew

Georgi Nikolow Deltschew, genannt Goze Deltschew (auch Goce Delčev oder veraltet Gotze Deltscheff geschrieben, bulgarisch Георги Николов Делчев, bzw. Гоце Делчев, bulgarische Schreibweise bis 1945 Георги bzw. Гоце Дѣлчевъ; * 23. Januarjul. / 4. Februar 1872greg. in Kılkış, Osmanisches Reich, heute Kilkis, Griechenland; † 4. Mai 1903 in Banica (Karié) bei Serres, Osmanisches Reich, heute Griechenland) war ein bulgarisch-makedonischer Revolutionär (Komitadschi) und gilt als einer der wichtigsten Anführer der Inneren Makedonisch-Adrianopeler Revolutionären Organisation (IMARO), die um die Wende zum 20. Jahrhundert in den osmanisch beherrschten Regionen Makedonien und Adrianopel sowie im Fürstentum Bulgarien aktiv war.
Deltschew war der Auslandsvertreter der IMARO in Sofia, der Hauptstadt des Fürstentums Bulgarien. In dieser Funktion war er auch Mitglied des Obersten Makedonien-Adrianopel-Komitees (OMAK) und beteiligte sich an der Arbeit seines Leitungsgremiums. Er wurde am Vorabend des Ilinden-Preobraschenie-Aufstands bei einem Gefecht mit einer osmanischen Einheit getötet.
Er gilt in Bulgarien und Nordmazedonien als Nationalheld. Seine nationale Zugehörigkeit und sein Erbe sind heute zwischen Bulgarien und Nordmazedonien umstritten. Während Historiker in Bulgarien sich auf seine bulgarische ethnische Identität beziehen, berufen sich die Historiker in Nordmazedonien auf seine „regionale makedonische Identität“.
Aus der Geheimkorrespondenz der IMARO sind seine Decknamen Achil (bulgarisch Ахил) und Mindizot (bulgarisch Миндизот) überliefert. Ihm zu Ehren wurde die bulgarische Stadt Newrokop in Goze Deltschew umbenannt. Ferner ist er Namensgeber des höchsten Gipfels (Gotsev Vrah, 2212 m) des Slawjanka-Gebirges sowie des Delchev Peak und Delchev Ridge auf der Livingston-Insel in der Antarktis.

## Leben

### Frühe Jahre

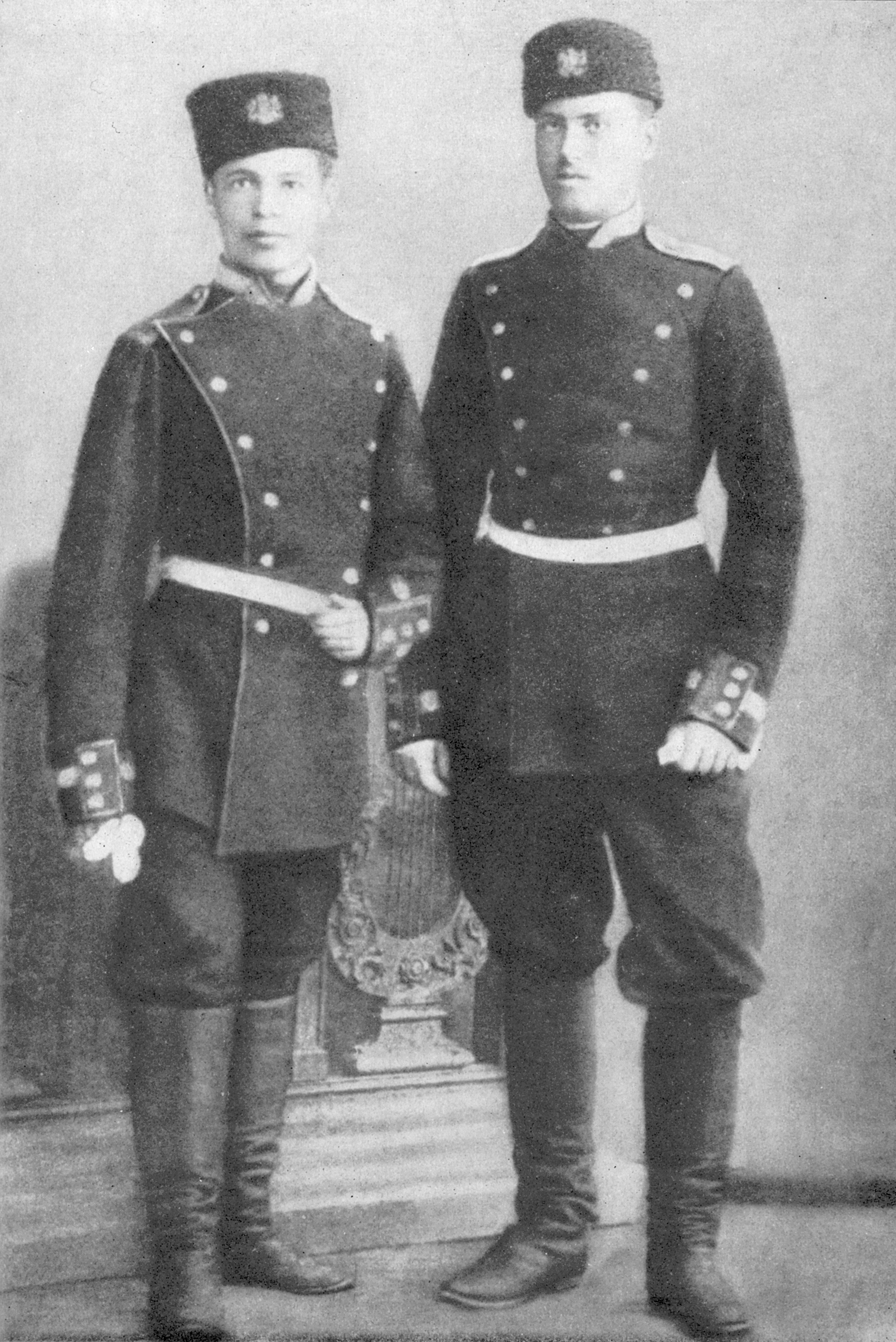
Goze Deltschew (links) mit seinem ehemaligen Klassenkameraden Georgi Imow als Offizieranwärter der bulgarischen Armee

Goze Deltschew wurde am 4. Februar 1872 in der makedonischen Stadt Kılkış (Kukuš bzw. Kilkis), damals im Osmanischen Reich (heute Griechenland), als Sohn von Nikola Deltschew (1844–1920) und Sultana Nurdschiewa Deltschewa (1850–1907) in eine große Familie geboren. Seine älteste Schwester Ruscha und seine Brüder Milan, Dimitar und Christo Deltschew wurden ebenfalls Revolutionäre der IMARO. Er besuchte in seiner Heimatstadt zunächst die bulgarisch-katholischen Grundschule, bevor er das bulgarische Exarchats-Progymnasium (Drei Klassenstufen) 1887 abschloss. Da Kilkis als eines der Zentren der Bulgarischen Wiedergeburt galt, existierte in der Stadt eine örtliche Tschitalischte, wo auch Goze viel las. Goze zeigte sich beeindruckt von den revolutionären Büchern und zeigte besonderes Interesse für die Befreiung Bulgariens (Russisch-Osmanischer Krieg (1877–1878)).
Obwohl Goze seine Ausbildung am Bulgarische Männergymnasium Hl. Kyrill und Method in Thessaloniki, einer der wichtigsten und prestigeträchtigsten bulgarischen Bildungsinstitutionen im Osmanischen Reich fortführen wollte, beschloss sein Vater, dass er als sein Nachfolger im Familienunternehmen eine Ausbildung als Händler aufnehmen sollte. Dennoch konnte sich Goze durchsetzten und im Herbst im Jahr darauf wurde er zum Schuljahr 1888/89 am Gymnasium in Thessaloniki für die vierte Gymnasialklasse eingeschrieben. Seit dieser Zeit ist Deltschew, dank seines Literaturlehrers, des Schriftstellers Konstantin Welitschkow, stark vom Leben und Werk des bulgarischen Revolutionärs Christo Botew beeinflusst. Während seiner Zeit am Bulgarischen Männergymnasium Hl. Kyrill und Method gründete Deltschew eine geheime revolutionäre Bruderschaft, die von ihm geleitet wurde. Zudem verbreitete er auch revolutionäre Literatur, die er von den Absolventen der Schule erhielt, die in Bulgarien studierten. Da Goze kaum Karrierechancen mit seinem Abschluss sah, beschloss er, dem Weg seines ehemaligen Schulkameraden Boris Sarafow zu folgen und trat 1891 in die Militärakademie in Sofia ein. Er war vom Leben in Bulgarien enttäuscht, insbesondere vom kommerzialisierten Leben der Sofianer Gesellschaft und von der autoritären Politik des Premierministers Stefan Stambolow, der beschuldigt wurde, ein Diktator zu sein.
Deltschew verbrachte seine freie Zeit in Gesellschaft von Emigranten aus der makedonischen Region, von denen die meisten der Jungen Makedonischen Literaturgesellschaft angehörten. Einer seiner Freunde war Wassil Glawinow, eine führende Persönlichkeit der Makedonisch-Adrianopelischen Sozialdemokratischen Gruppe, einer Fraktion der Bulgarischen Sozialdemokratischen Arbeiterpartei. Durch Glawinow und seine Kameraden kam er mit verschiedenen Menschen in Kontakt, die eine neue Form des sozialen Kampfes anboten. Im Juni 1892 trafen sich Deltschew und der Journalist Kosta Schahow, ein Vorsitzender der Jungen Makedonischen Literaturgesellschaft, in Sofia mit dem Buchhändler aus Thessaloniki, Iwan Hadschinikolow. Hadschinikolow enthüllte bei diesem Treffen seine Pläne, im osmanischen Makedonien eine revolutionäre Organisation zu gründen. Sie diskutierten gemeinsam die Grundprinzipien und waren sich in allen Punkten einig. Deltschew erklärte, er habe nicht die Absicht, Offizier zu bleiben, und versprach, nach Abschluss der Militärschule nach Makedonien zurückzukehren, um sich der Organisation anzuschließen. Im September 1894, nur einen Monat vor seinem Abschluss, wurde er wegen „sozialistischer Umtriebe“ im monarchistischen Bulgarien unehrenhaft entlassen. Ihm wurde die Möglichkeit geboten, erneut in die Armee einzutreten, indem er sich erneut um eine Offiziersstelle bewarb, doch er lehnte ab. Danach kehrte er nach Makedonien zurück, um Lehrer zu werden und nach dem Vorbild von Wasil Lewski Geheimkomitees zu gründen. Zu dieser Zeit befand sich die revolutionäre Organisation, allgemein bekannt als die Innere Makedonisch-Adrianopeler Revolutionäre Organisation (IMARO), in ihrer frühen Entwicklungsphase und bildete ihre Komitees rund um die Schulen des bulgarischen Exarchats, welche. Deltschew stand der Exarchatspolitik sehr kritisch gegenüber.

### Tätigkeit als Lehrer und Revolutionär

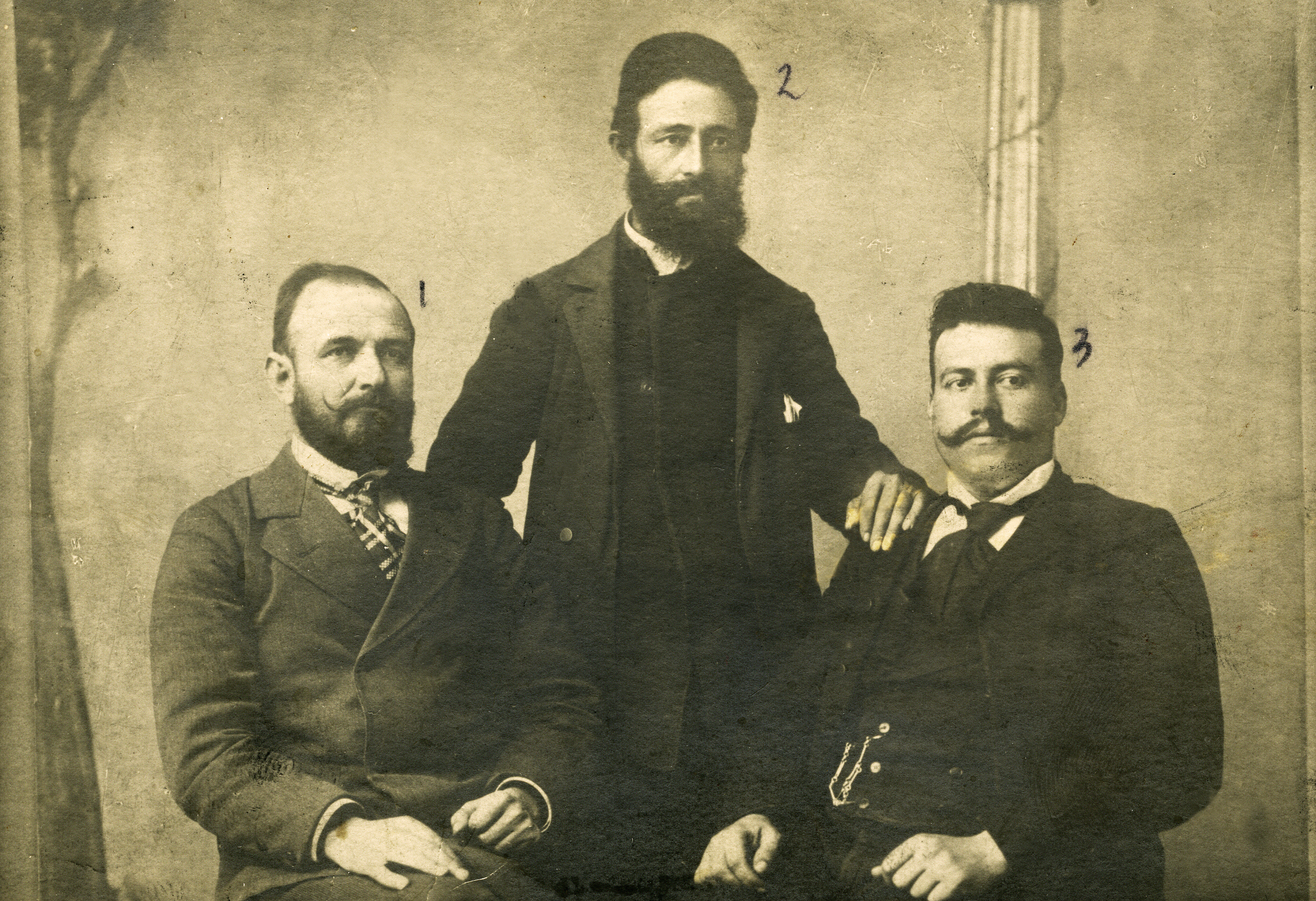
Die Revolutionäre Gjortsche Petrow, Nikola Maleschewski und Goze Deltschew

In der Zwischenzeit wurde im osmanischen Thessaloniki 1893 eine revolutionäre Organisation von einer kleinen Gruppe anti-osmanischer bulgarisch-makedonischer Revolutionäre, darunter Chadschinikolow, gegründet. Zu dieser Zeit war der Name der Organisation Bulgarische Makedonisch-Adrianopeler Revolutionäre Komitees (BMARK), 1902 geändert in Geheime Makedonisch-Adrianopeler Revolutionäre Organisation (GMARO). Bei einer Sitzung in Resen im August 1894 wurde beschlossen, vorzugsweise Lehrer aus den bulgarischen Schulen als Ausschussmitglieder zu rekrutieren. Im Herbst 1894 wurde Deltschew Exarchatslehrer an einer Exarchatsschule in Štip, wo er auf einen weiteren Lehrer antraf: Dame Gruew, der auch Leiter des neu gegründeten lokalen Komitees von IMARO war. Aufgrund der engen Freundschaft zwischen den beiden trat Deltschew der Organisation sofort bei und wurde nach und nach einer ihrer Hauptführer. Danach arbeiteten sowohl Gruew als auch Deltschew in Štip und Umgebung zusammen. Gleichzeitig entwickelte sich die Organisation schnell und schaffte ein Netzwerk lokaler Organisationen in ganz Makedonien und im Adrianopel-Vilayet aufzubauen, das sich normalerweise um die Schulen des bulgarischen Exarchats drehte. Die damalige Expansion des IMARO war beträchtlich, insbesondere nachdem Gruew sich in den Jahren 1895–1897 in der Eigenschaft eines bulgarischen Schulinspektors in Thessaloniki niedergelassen hatte. Unter seiner Leitung reiste Deltschew während seiner Freizeit durch Makedonien, wo er Komitees in Dörfern und Städte gründete und organisierte.
1895 wurde Deltschew deren Vorsitzender. Unter seiner Führung wurde der Ausbau der Organisation, besonders in den Gebieten Ost-, und Westthrakiens vollzogen. Die letzten Gebiete besuchte er zwischen März und April 1900. In dieser Zeit richtete er im Hinterhof der Minkow-Gaststätte eine Sprengstofffabrik in der Hafenstadt Burgas ein und wählte Michail Gerdschikow als Führer der Organisation in diesem Gebiet aus.
Deltschew stellte auch Kontakte zu einigen der Führer des Obersten Makedonisch-Adrianopel-Komitees (OMOK) her. Die Organisation trat für den Kampf für die Autonomie Makedoniens und Thrakiens. In der Regel waren die meisten Führer von OMOK jedoch Offiziere mit stärkeren Verbindungen zu den bulgarischen Regierungen, die einen terroristischen Kampf gegen die Osmanen führten, in der Hoffnung, einen Krieg und damit eine bulgarische Annexion beider Gebiete zu provozieren. Deltschew reiste illegal in die bulgarische Hauptstadt Sofia ein und versuchte, Unterstützung von der OMOK-Führung zu erhalten. Deltschew hatte eine Reihe von Treffen mit Danail Nikolaew, Josif Kowatschew, Toma Karajowow, Andrei Ljaptschew und anderen, war aber oft frustriert über ihre Ansichten und Einstellungen zu ihren Aktivitäten.
Nachdem er das nächste Schuljahr (1895/1896) als Lehrer in der Stadt Bansko verbracht hatte, wurde er im Mai 1896 von den osmanischen Behörden als Revolutionär verdächtigt und verbrachte etwa einen Monat im Gefängnis. Später nahm Deltschew im Sommer am Thessaloniki-Kongress der IMARO teil. Danach kündigte Deltschew sein Amt als Lehrer und kehrte im Herbst 1896 nach Bulgarien zurück, wo er zusammen mit Gjortsche Petrow als Auslandsvertreter der Organisation in Sofia fungierte. Zu dieser Zeit war die Organisation weitgehend abhängig von der bulgarischen Staats- und Armeehilfe, die von den ausländischen Vertretern vermittelt wurde.

### Revolutionäre Aktivität als Teil der Führung der Organisation

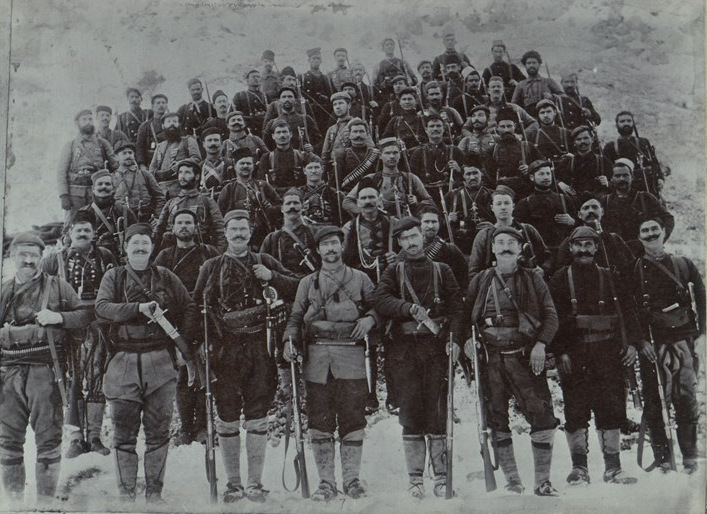
Tscheta der IMARO, darunter Goze Deltschew, Februar 1903

Deltschews Beteiligung in der Inneren Makedonisch-Adrianopeler Revolutionären Organisation (IMARO) war ein wichtiger Moment in der Geschichte der Befreiungsbewegungen in Makedonien und Adrianopol (Ostthrakien). Die Jahre zwischen Ende 1896, als er das Bildungssystem des bulgarischen Exarchats verließ, und 1903, als er starb, stellten die letzte und wirksamste revolutionäre Phase seines kurzen Lebens dar. In der Zeit von 1897 bis 1902 war er Vertreter des Auslandskomitees der IMARO in Sofia. In Sofia angekommen, verhandelte er mit misstrauischen Politikern und Waffenhändlern und sah mehr vom unangenehmen Gesicht des noch jungen bulgarischen Fürstentums und wurde noch enttäuschter von ihren politischen System. 1897 schrieb er zusammen mit Gjortsche Petrow das Statut der neuen Organisation, das die Gebiete Makedonien und Ostthrakien nach dem Vorbild der Inneren Revolutionären Organisation in Bulgarien in sieben Regionen mit jeweils einer regionalen Struktur und einer Geheimpolizei aufteilte. Unterhalb der Regionalkomitees befanden sich Distrikte. Das Zentralkomitee wurde in Thessaloniki untergebracht. 1898 beschloss Deltschew, in jedem Distrikt eine dauerhaft agierende bewaffnete Bande (Tscheta) zu gründen. Von 1902 bis zu seinem Tod war er der Anführer der Tschetas, bzw. des Militärinstituts der Organisation, da er beträchtliche Kenntnisse auf dem Gebiet hatte. Deltschew sorgte für das Funktionieren der unterirdischen Grenzübergänge der Organisation und der von ihnen angelegten Waffendepots entlang der damaligen bulgarisch-osmanischen Grenze.
Seine Korrespondenz mit anderen BMARK/IMARO-Mitgliedern umfasst umfangreiche Daten über Lieferungen, Transport und Lagerung von Waffen und Munition in Makedonien. Deltschew stellte sich eine unabhängige Produktion von Waffen vor und reiste 1897 nach Odessa, wo er sich mit den armenischen Revolutionären Stepan Sorian-Rosdom und Christapor Mikaelian traf, um sich über die Herstellung von Bomben auszutauschen. Dies führte zur Gründung einer Bombenfabrik im Dorf Sabler bei Kjustendil in Bulgarien. Die Bomben wurden später über die osmanische Grenze nach Makedonien geschmuggelt. Goze Deltschew war der erste, der eine Tscheta nach Makedonien organisierte und führte, um dort wohlhabende Türken auszurauben oder zu entführen. Mit dem Lösegeld wurde der revolutionäre Kampf finanziert. Seine Erfahrungen zeigen die Schwächen und Schwierigkeiten, mit denen die Organisation in ihren Anfangsjahren konfrontiert war. Später war er einer der Organisatoren der Miss-Stone-Affäre.
1896 und 1898 machte er zwei kurze Besuche in der Gegend von Adrianopel in Thrakien. Im Winter 1900 hielt er sich eine Zeit lang in Burgas auf, wo Deltschew eine weitere Bombenfabrik bauen und organisieren ließ, deren Dynamit später bei den Bombenanschlägen von Thessaloniki verwendet wurde. 1900 inspizierte er erneut die Abteilungen der IMARO in Ostthrakien, um eine bessere Koordination zwischen den makedonischen und thrakischen Revolutionskomitees zu erreichen.
Nach der Ermordung des rumänischen Zeitungsredakteurs Ștefan Mihăileanu im Juli, der wenig schmeichelhafte Bemerkungen über die makedonischen Angelegenheiten veröffentlicht hatte, standen Bulgarien und Rumänien an den Rand eines Krieges. Zu dieser Zeit bereitete sich Deltschew darauf vor, eine Tscheta zu organisieren, die in einem möglichen Krieg die bulgarische Armee durch ihre Aktionen in Nord-Dobrudscha unterstützen sollte, wo eine bulgarische Minderheit existierte. Vom Herbst 1901 bis zum Frühjahr 1902 führte er eine wichtige Inspektion in Makedonien durch und bereiste dort alle revolutionären Bezirke. Er leitete auch den Kongress des Revolutionsbezirks Adrianopel, der im April 1902 in Plovdiv stattfand. Danach inspizierte Deltschew die Strukturen des IMARO in den zentralen Rhodopen. Die Einbeziehung der ländlichen Gebiete in die Organisationsbezirke trug zur Expansion der Organisation und zur Zunahme ihrer Mitgliederzahl bei und schuf gleichzeitig die wesentlichen Voraussetzungen für die Bildung der militärischen Macht der Organisation, wobei Deltschew gleichzeitig ihr militärischer Berater (Inspektor) war und Chef aller revolutionären Tscheta's.
Nach 1897 gab es im Fürstentum Bulgarien ein schnelles Wachstum an geheimen Bruderschaften von Offizieren, deren Mitglieder bis 1900 etwa tausend zählten. Viele der Aktivisten der Bruderschaften waren an der revolutionären Aktivität der IMARO beteiligt. Zu den Hauptunterstützern ihrer Aktivitäten gehörte Goze Deltschew. Deltschew strebte auch eine bessere Koordination zwischen IMARO und dem Obersten Makedonisch-Adrianopel-Komitees (OMOK) an. Für kurze Zeit in den späten 1890er Jahren wurde Leutnant Boris Sarafow, ein ehemaliger Schulkamerad von Deltschew, ihr Anführer. Zu dieser Zeit gelang es den ausländischen Vertretern der IMARO Deltschew und Petrow sogar, de facto die Kontrolle über die OMOK zu erlangen. Trotzdem spaltete sie sich bald in zwei Fraktionen auf: eine, die der IMARO treu ergeben war, und eine, die von einigen Offizieren geführt wurde, die dem bulgarischen Prinzen Ferdinand I. nahestanden. Deltschew widersetzte sich den beharrlichen Versuchen dieser Offiziere, die Kontrolle über die Aktivitäten von IMARO zu erlangen. Manchmal kam es sogar zu militärischen Zusammenstößen zwischen OMOK und lokalen IMARO-Gruppen wie im Herbst 1902. Im gleichen Jahr organisierte das Oberste Makedonisch-Adrianopel-Komitee einen gescheiterten Aufstand in Pirin-Makedonien (Gorna Dschumaja-Aufstand), der lediglich dazu diente, osmanische Repressionen zu provozieren und die Arbeit des Untergrundnetzwerks der IMARO zu behindern.
Die Hauptfrage nach einem richtigen Zeitpunkt eines Aufstands in Makedonien und Thrakien implizierte eine offensichtliche Uneinigkeit nicht nur zwischen der OMOK und der IMARO, sondern auch innerhalb der IMARO. Auf dem Thessaloniki-Kongress im Januar 1903, an dem Deltschew nicht teilnahm, wurde ein früher Aufstand diskutiert. Schließlich beschloss man im Thessaloniki-Kongress, einen bewaffneten Aufstand im Frühjahr 1903 zu organisieren. Dies führte zu heftigen Debatten unter den Vertretern der IMARO-Konferenz in Sofia im März 1903. Damals hatten sich innerhalb der IMARO zwei starke Tendenzen herauskristallisiert. Die politisch rechte Mehrheit war überzeugt, dass, wenn die Organisation einen allgemeinen Aufstand entfesseln würde, Bulgarien provoziert würde, den Osmanen den Krieg zu erklären. Schließlich erwartete man ein anschließendes Eingreifen der Großmächte, wo Infolge dessen das Osmanische Reich zusammenbrechen würde.
Deltschew startete auch die Gründung eines geheimen revolutionären Netzwerks, das die Bevölkerung auf einen bewaffneten Aufstand gegen die osmanische Herrschaft vorbereiten sollte. Deltschew widersetzte sich dem Plan des IMARO-Zentralkomitees für einen Massenaufstand im Sommer 1903 und befürwortete terroristische Guerilla-Taktiken, wie die der Bombenanschläge von Thessaloniki. Deltschew stand unter dem Einfluss der führenden bulgarischen Anarchisten wie Michail Gerdschikow und Warban Kilifarski. Schließlich hatte er keine andere Wahl, als dieser Vorgehensweise zuzustimmen und zumindest den Beginn von Mai auf August 1903 zu verschieben. Deltschew überzeugte auch die IMARO-Führung, ihre Idee eines Massenaufstands unter Beteiligung der Zivilbevölkerung in einen auf Guerillakrieg basierenden Aufstand umzuwandeln. Gegen Ende März 1903 zerstörte Goze mit seiner Tscheta (Gruppe) die Eisenbahnbrücke über den Fluss Angitis, um die neue Guerilla-Taktik zu testen. Danach machte er sich nach Thessaloniki auf, um sich mit Dame Gruew zu treffen, der gerade aus dem Gefängnis entlassen wurde. Dame Gruew traf sich Ende April mit Deltschew und diskutierten über die Entscheidung, den Aufstand zu beginnen. Danach verhandelten sie mit einigen der Thessaloniki-Attentäter und baten diese, ihre Aktivitäten vorerst einzustellen und abzuwarten. Anschließend traf sich Deltschew auch mit Iwan Garwanow, dem damaligen Anführer der IMARO. Nach diesen Treffen machte sich Deltschew auf den Weg zum Berg Slawjanka, wo er sich mit Vertretern der Abteilungen des Revolutionsbezirks Serres treffen und ihre militärische Vorbereitung überprüfen sollte, wo er jedoch nicht ankam. Währenddessen wurde im Smilevo-Kongress das endgültige Datum für den geplanten Aufstand beschlossen: der 20. Julijul. / 2. August 1903greg., auch bekannt als der Ilinden-Preobraschenie-Aufstand.

### Tod

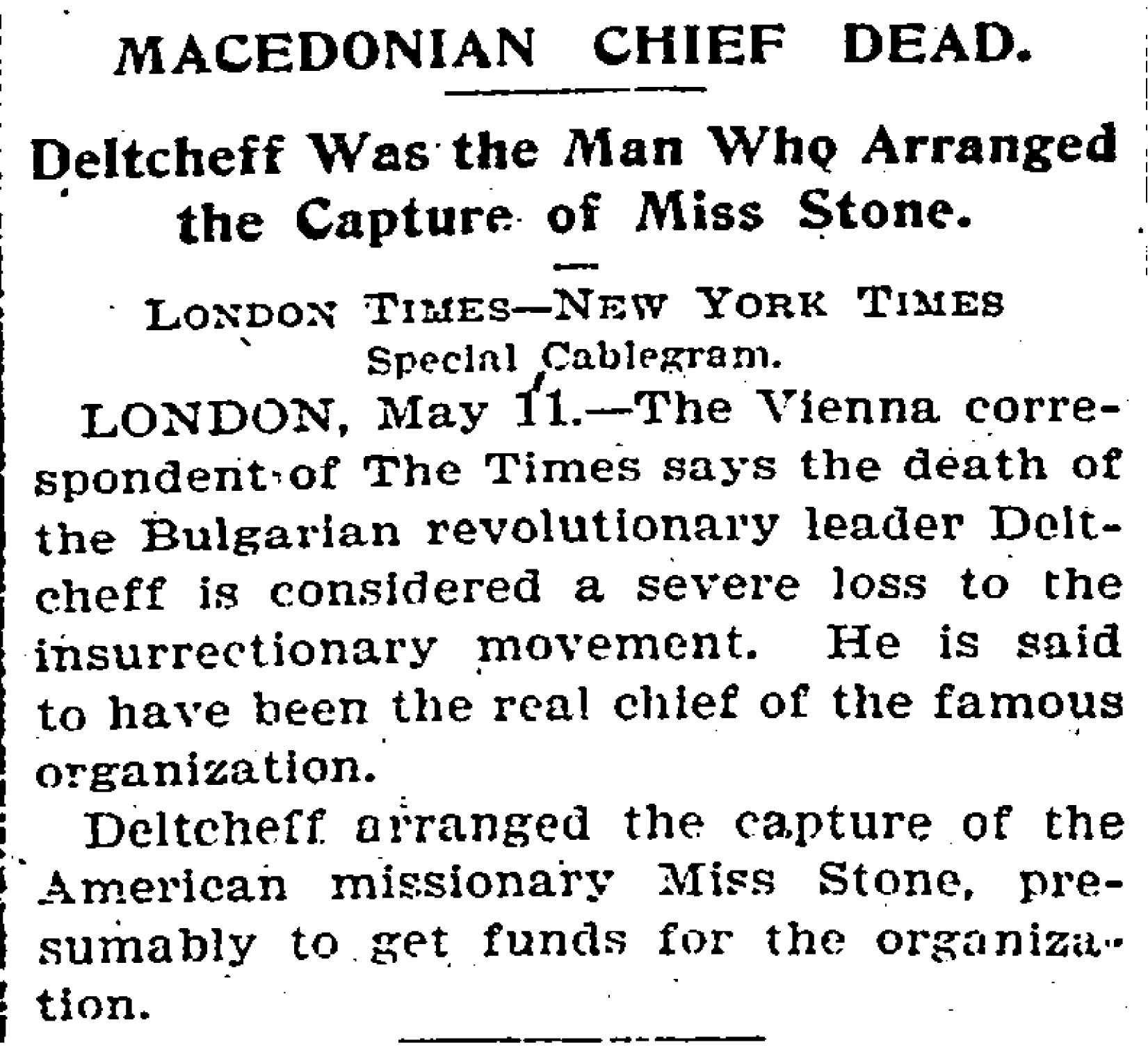
Die US-amerikanische Tageszeitung New York Times vom 11. Mai 1903 über den Tod von Deltschew.

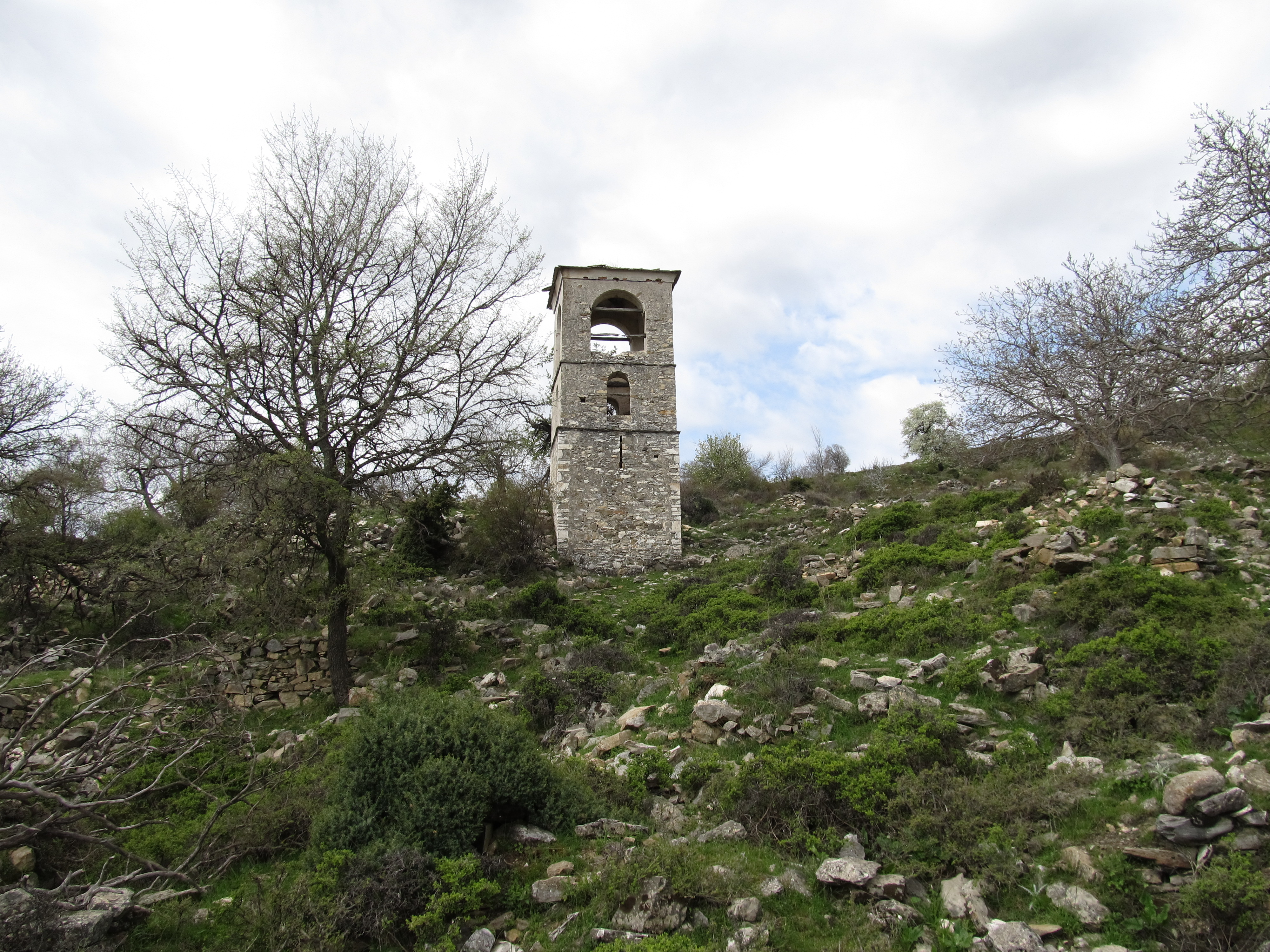
Der Glockenturm inmitten der Ruinen des Dorfes Banica (heute Karié, Zentralmakedonien Griechenland), wo Deltschew bis 1913 begraben wurde.

Unterdessen begannen am 28. April Mitglieder des anarchistischen Kreises Gemidžii, welche größtenteils aus Veles stammten, mit den Attentaten von Thessaloniki. Infolgedessen wurde in der Stadt das Kriegsrecht verhängt und viele türkische Soldaten und Başı Bozuk wurden im Vilâyet Saloniki konzentriert. Dies führte schließlich zur Verfolgung von Deltschews Tscheta und seinem anschließenden Tod. Er starb wenige Monate vor dem Ilinden-Preobraschenie-Aufstand am 4. Mai 1903 bei einem Gefecht mit der osmanischen Polizei in der Nähe des zentralmakedonischen Dorfes Banica (heute Karié, Griechenland). Gerüchten zufolge wurde seine Tscheta durch lokale Dorfbewohner verraten. So verlor die makedonische Befreiungsbewegung am Vorabend des Ilinden-Preobraschenie-Aufstands ihren wichtigsten Organisator. Nachdem Goze mit seiner Tscheta von den örtlichen Behörden in Serres identifiziert worden waren, wurden die Leichen in einem gemeinsamen Grab in Banica beigesetzt. Bald darauf organisierte die IMARO mit Unterstützung von OMOK den Aufstand gegen die Osmanen, der nach anfänglichen Erfolgen unter vielen Todesopfern blutig niedergeschlagen wurde. Zwei seiner Brüder, Mizo Deltschew und Milan Deltschew, wurden ebenfalls getötet, als sie 1901 und 1903 als Militante in den IMARO-Gruppen der bulgarischen Wojwoden Christo Tschernopeew und Krastju Asenow gegen die Osmanen kämpften.

## Nachleben
1914 wurde Deltschews Vater Nikola Deltschew durch einen königlichen Erlass von Zar Ferdinand I. wegen des Beitrags seiner Söhne zur Freiheit Makedoniens eine lebenslange Rente gewährt. Während des Zweiten Balkankrieges 1913 wurde Kilkis, das im Ersten Balkankrieg von Bulgarien annektiert worden war, von der königlichen griechischen Armee eingenommen. Praktisch alle der knapp 7000 bulgarischen Einwohner der Vorkriegszeit, einschließlich Deltschews Familie, wurden von der griechischen Armee nach Bulgarien vertrieben. Dasselbe geschah mit der Bevölkerung von Banica, dem Dorf, in dem Deltschew begraben wurde.
Während der Balkankriege, als Bulgarien vorübergehend die Kontrolle über das Gebiet hatte, wurden Deltschews sterbliche Überreste nach Xanthi, damals in Bulgarien, überführt. Nachdem Westthrakien 1919 an Griechenland abgetreten wurde, wurden die sterblichen Überreste nach Plovdiv und 1923 nach Sofia gebracht, wo sie bis nach dem Zweiten Weltkrieg ruhte.
Während des Zweiten Weltkriegs wurde das Gebiet erneut von den Bulgaren eingenommen und Deltschews Grab bei Banica restauriert.
Im Mai 1943, anlässlich seines 40. Todestages, wurde in Banica im Beisein Deltschews Schwestern und anderer Persönlichkeiten des öffentlichen Lebens eine Gedenktafel angebracht. Bis zum Ende des Zweiten Weltkriegs galt Deltschew als einer der größten Bulgaren in der Region Makedonien.
Das erste Biographie über Deltschew wurde 1904 von seinem Freund und Mitstreiter, dem bulgarischen Dichter Pejo Jaworow herausgegeben. Die ausführlichste Biographie von Deltschew in englischer Sprache wurde von Mercia MacDermott geschrieben: „Freedom or Death: The Life of Gotse Delchev“.
43 Jahre nach seiner Beerdigung, wurde sein Leichnam 1946 exhumiert, nach SR Mazedonien überstellt und in einem Sarkophag in Skopje beigesetzt.
Deltschew gilt heute als einer der Nationalhelden in Bulgarien und Nordmazedonien. Er wird unter anderem in der mazedonischen Nationalhymne erwähnt. Beide Nationen sehen in Deltschew einen „nationalen Helden“, der für die Befreiung Makedoniens und Adrianopels (Thrakien) von den Osmanen kämpfte und starb.
Der makedonische Kulturverein in Russe trägt seinen Namen. Über Jahrzehnte trug ein Boulevard in Belgrad, der Hauptstadt des ehemaligen Jugoslawiens, den Namen Goze Deltschews. 2015 wurde er von der Belgrader Stadtverwaltung umbenannt, da Deltschew keinen Bezug zur Geschichte Serbiens habe.